# Raffica discendente

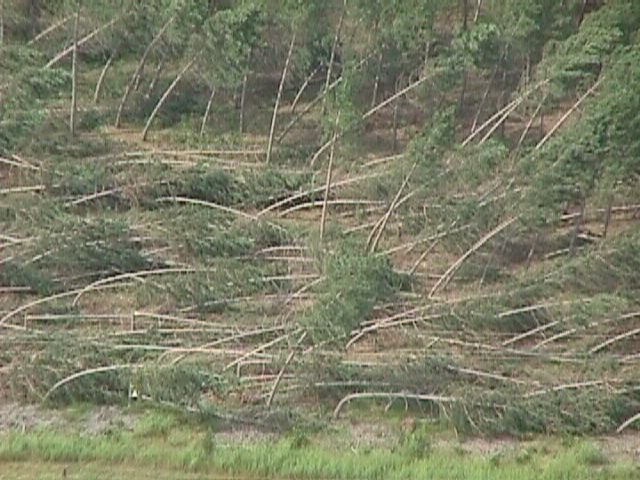
Alberi piegati da una raffica discendente

Una raffica discendente, definita anche come downburst, è un fenomeno meteorologico consistente in forti correnti di vento discensionali con moto orizzontale in uscita dal fronte avanzante del temporale. Le folate possono raggiungere velocità elevate, prossime o superiori ai 100 km/h. 
I danni apportati riguardano una superficie ben più estesa rispetto a quella interessata da un tornado che è un fenomeno più localizzato e caratterizzato da raffiche di vento in rotazione ciclonica. Essendo associato a fenomeni temporaleschi è spesso accompagnato da forti precipitazioni e fulminazioni. 
Per downdraft o downdraught si intende una colonna d'aria in discesa veloce che impatta perpendicolarmente il suolo e si espande in tutte le direzioni, con moto orizzontale. Il regime dei venti è opposto a quello di un tornado.

## Origine del termine
Il termine downburst fu coniato da Tetsuya Theodore Fujita, noto per la scala dei tornado, in seguito a un incidente aereo accaduto nel 1976 e causato da violenti venti di quel tipo. 

## Descrizione

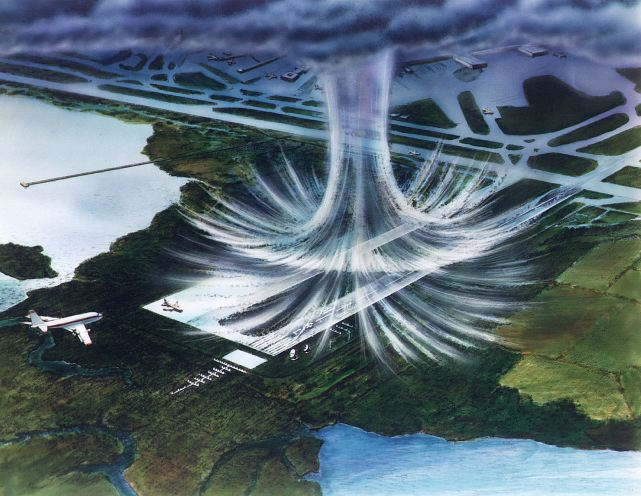
Esempio di raffica discendente su un aeroporto

L'impatto col suolo crea un improvviso scoppio (da qui l'uso del termine inglese burst) e produce spesso un vortice rotante con asse orizzontale; dato che il flusso d'aria in entrata (inflow), che si dirige verso il temporale, scorre accanto al flusso d'aria in uscita (outflow), che alimenta il downburst stesso, nel vortice si vengono a trovare campi di vento molto vicini tra di loro dotati di direzione opposta e velocità elevata; una raffica discendente può rimanere al suolo anche per 30 minuti, nel caso di fenomeni particolarmente violenti.

## Microburstemacroburst
I downburst che interessano un'area inferiore a 4 km di diametro e per un tempo inferiore a 2-5 minuti si chiamano microburst; quelli di dimensioni maggiori si chiamano macroburst e possono contenere vari microburst che a loro volta contengono burst minori. I burst sono provocati dallo scompenso tra correnti ascendenti e discendenti e si generano di solito da nubi cariche di pioggia, la temperatura delle quali è inferiore a quella dell'aria intorno; il gradiente termico provoca una pressione più alta nella nube e per bilanciare questa differenza la nube stessa butta aria verso l'esterno: questo flusso d'aria può costituire un downburst.

## Wet downburstedry downburst
I wet downburst occorrono contemporaneamente ai rovesci, quando questi evaporano velocemente durante il percorso attraverso lo strato d'aria più calda sotto la nube: l'aria si raffredda notevolmente (raffreddamento evaporativo) e precipita verso il basso; la loro azione è individuabile a causa delle bande di pioggia o grandine che scendono dal cumulonembo.
I dry downburst si producono sotto nubi cumuliformi formatesi dal surriscaldamento di un terreno umido e sviluppatesi in un ambiente povero di vapore acqueo; l'aria secca, trascinata dalle correnti di entrata all'interno della nube che sale, provoca l'evaporazione veloce delle gocce di nube e di pioggia; la massa d'aria coinvolta si raffredda e precipita a terra; è difficile identificare un dry downburst: si potrà notare un certo sollevamento di polvere dal suolo e dalla comparsa di virga, ovvero di precipitazioni che evaporano prima di raggiungere il suolo.
Generalmente si può dire che se la base della nube temporalesca (cumulonembo) è alta, questo vuol dire scarsa umidità, poche precipitazioni e forti correnti discendenti, quindi aumenta il rischio di un downburst secco; se, viceversa, la base della nube è bassa, vuol dire molta umidità, forti precipitazioni e deboli correnti discendenti, quindi è più probabile il downburst umido.

## Raffiche discendenti e trombe d'aria
La raffica discendente è solitamente più forte sul bordo della cella temporalesca che avanza; gli scoppi di vento sono molto dannosi, simili a quelli di una tromba d'aria, in particolar modo se il fronte delle raffiche comprende una nube scura a forma di rullo detta roll cloud che può far pensare a un fenomeno di tipo vorticoso; in realtà i venti della raffica discendente hanno sempre moto rettilineo e mai rotatorio.
Non solo sul bordo, ma anche all'esterno e sotto la base del cumulonembo si formano turbolenze, dovute in questo caso a rapide alternanze tra flussi in entrata e in uscita; anche la corrente ascendente dei cumulonembi non è una colonna d'aria regolare ma è formata da una serie di bolle di grandi dimensioni costituite da aria che sale tra le quali si trovano vortici e discendenze, che possono dare l'impressione di un gorgoglio delle protuberanze della nube.